# Ordine della Rosa bianca
L'Ordine della Rosa bianca di Finlandia (in finlandese: Suomen Valkoisen Ruusun ritarikunta; in svedese: Finlands Vita Ros' orden) è uno dei tre ordini ufficiali della Finlandia, assieme all'Ordine della Croce della Libertà e all'Ordine del Leone di Finlandia. Il Presidente della Finlandia è Gran Maestro di tutti e tre gli ordini che sono amministrati attraverso un cancelliere, un vice cancelliere ed un numero massimo di quattro membri di consiglio.

## Storia
L'Ordine della Rosa bianca di Finlandia venne fondato da Carl Gustaf Emil Mannerheim in qualità di reggente (capo temporaneo dello stato) il 28 gennaio 1919. Il nome era derivato dalla Guardia Bianca, risultata vittoriosa durante la Guerra civile finlandese. I documenti di approvazione definitiva vennero siglati il successivo 16 maggio e nuovamente modificati il 1º giugno 1940. La nuova scala di ranghi venne approvata con decreto del 1985. Le decorazioni originali furono disegnate da Akseli Gallen-Kallela, ma vennero sostituite nel 1963 rimpiazzando l'originale svastica con una croce. La decorazione può essere concessa per meriti civili e militari ed il nastro, per tutte le classi, è blu ultramarino.

## Classi
- Commendatore di Gran Croce con Collare
- Commendatore di Gran Croce
- Commendatore di I Classe
- Commendatore
- Cavaliere di I Classe
- Cavaliere
- Croce di Merito
- Medaglia d'oro di I Classe
- Medaglia di I Classe
- Medaglia

| Nastri                |                      |                            |                            |                                        |
| Medaglia              | Medaglia di I classe | Medaglia d'oro di I classe | Croce di Merito            | Cavaliere                              |
| Cavaliere di I classe | Commendatore         | Commendatore di I classe   | Commendatore di Gran Croce | Commendatore di Gran Croce con Collare |

## Insigniti notabili

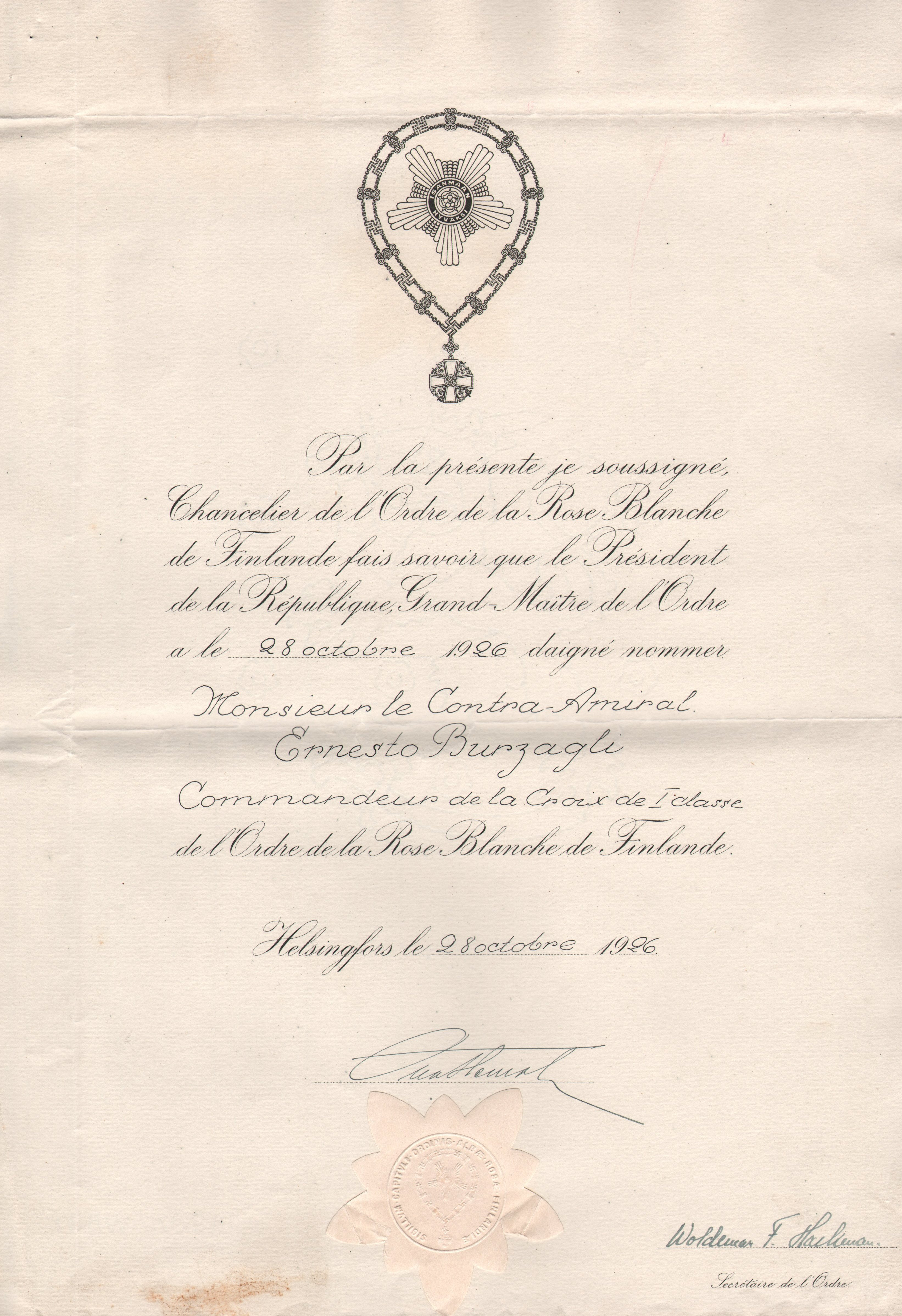
Diploma di conferimento dell'Ordine

Il collare viene concesso in prevalenza a capi di Stato stranieri come è stato nei casi di Vittorio Emanuele III (1920), Charles de Gaulle (1962), di Josip Broz Tito (1963) o di Lech Wałęsa (1993). Il Primo Ministro di Finlandia, automaticamente, ne riceve la Gran Croce, ma alcuni esponenti socialisti hanno rifiutato l'onorificenza nel corso della storia del paese.
Altri insigniti notabili furono:
- Ernesto Burzagli (1926)
- Eduard Dietl (1941)
- Sergio Mattarella - Commendatore di Gran croce con collare (27 settembre 2017)
- Giorgia Meloni- (23 ottobre 2023)
- Laura Mattarella

### Onorificenze speciali
- Gran Croce con gioielli e spade: concessa solo a Carl Gustaf Emil Mannerheim (4 giugno 1944).
- Gran Croce con gioielli: senatore Otto Stenroth (1938), Ministro degli esteri Carl Enckell (1946) e Jean Sibelius (1950).
- Gran Croce con spade: Hjalmar Siilasvuo, Edvard Hanell e Aksel Airo, tutti generali.